# Vesoljsko dvigalo
Vesoljsko dvigalo (angleško space elevator) je koncept transportiranja tovora in ljudi z Zemlje v vesolje in obratno s pomočjo dvigala. Lahko se sicer uporablja tudi na drugih nebesnih telesih, kot npr. Luna. Glavni sestavni deli so 35.800 kilometrov dolg izredno močan kabel, ki je na eni strani fiksno pritrjen na Zemljinem ekvatorju, na drugi pa na protiutež onkraj geostacionarne orbite. Za gledalca z Zemlje bi vesoljsko dvigalo zgledalo kot nepremičen objekt.
Ta sistem bi bil v primeru izgradnje dosti bolj ekonomičen od konvencionalnih raket, ki so trenutno edina možnost za pot v vesolje. 
Po kablu bi potovalo dvigalo, napolnjeno s tovorom. Način pogona dvigala še ni povsem določen. Ta način transporta ne zahteva doseganja ubežne (izhodne) hitrosti, dvigalo lahko zapusti Zemljo pri poljubni hitrosti.
O vesoljskem dvigalu je prvi pisal Konstantin Edvardovič Ciolkovski leta 1895. Njegov predlog je bil prostostoječi stolp iz Zemlje pa vse do geostacionarne orbite. Ta struktura bi imela velike kompresijske obremenitve, od leta 1959 naprej je večina predlogov z natezno strukturo. Sila gravitacije bi bila najmočnejša na spodnjem delu kabla, na zgornjem delu pa bi bila močnejša centrigualna sila zaradi vrtenja Zemlje - tako bi kabel ostal napet. 
Na Zemlji, ki ima razmeroma močno gravitacijo, trenutno ni na voljo dovolj močnega materiala za kabel. Se pa razvijajo karbonske nanocevke in boron nitridove nanocevke, ki imajo izredno veliko natezno trdnost in bi lahko v prihodnosti z njimi zgradili dvigalo. Koncept vesoljskega dvigala je možen tudi na drugih nebesnih telesih, npr. na Luni ali Marsu. Ker imajo ta telesa šibkejšo gravitacijo, niso potrebni tako močni materiali, lahko bi uporabili še obstoječe npr. kevlar.